# Сарафаново
Сарафа́ново (рос. Сарафаново) — село у складі Артемовського міського округу Свердловської області.
Населення — 35 осіб (2010, 99 у 2002).
Національний склад населення станом на 2002 рік: росіяни — 95 %.